# 3. Fußartillerie-Brigade (Deutsches Kaiserreich)
Die 3. Fußartillerie-Brigade  war ein Großverband der Preußischen Armee.
In den Europäischen Armeen wurden zu Beginn des 18. Jahrhunderts Artillerie-Einheiten gebildet, neben der reitenden Artillerie die Fußartillerie, die sich dadurch auszeichnete, dass die Bedienungsmannschaften zu Fuß unterwegs waren.

## Geschichte
Die 3. Fußartillerie-Brigade wurde zum 11. September 1873 in Mainz aufgestellt, zum 1. April 1887 aufgelöst und am 30. März 1895 im lothringischen Metz wieder errichtet. Am 17. September 1915 wurde sie zum General der Fußartillerie Nr. 14 und im Rahmen der Umstrukturierung der Artillerie zum 16. Februar 1917 Artillerie-Kommandeur Nr. 215 (Arko 215).

### Übergeordnete Einheiten
- bis 1914

Generalinspektion der Fußartillerie, nach der Umstrukturierung der Artillerie 1887 aus der Generalinspektion der Artillerie gebildet
- 2. Fußartillerie-Inspektion in Köln[1]
- ab Kriegsbeginn 1914
- 17. September 1915 bis 15. Februar 1917 nicht belegt
- 16. Februar 1917 bis 20. Juli 1918 215. Infanterie-Division
- 21. Juli 1918 bis Kriegsende 5. Landwehr-Division

### Gliederung/Untergeordnete Einheiten
- 1874

Brandenburgisches Fuß-Artillerie-Regiment Nr. 3 (General Feldzeugmeister), Magdeburgisches Fuß-Artillerie-Regiment Nr. 4, Westfälisches Fuß-Artillerie-Regiment Nr. 7
- 1914

Rheinisches Fußartillerie-Regiment Nr.8, Kgl. Sächs. 1. Fußartillerie-Regiment Nr.12, Lothringisches Fußartillerie-Regiment Nr.16, zugeteilt 2. Bayer. Fußartillerie-Regiment
- Kriegsgliederung am 8. Mai 1918

Feldartillerie-Regiment Nr. 274

### Erster Weltkrieg
Die Brigade war im Verband der 215. Infanterie-Division  von Februar 1917 bis Juli 1918  an der Ostfront im Einsatz und kämpfte anschließend mit der 5. Landwehr-Division bis zum Kriegsende und Räumung der besetzten Gebiete an der Westfront.
Zu den Kampfhandlungen, Gefechten und Schlachten siehe Kampfgeschehen der 215. Infanterie-Division und Kampfgeschehen der 5. Landwehr-Division.

### Brigadekommandeure
| Name                               | Datum                                |
| ---------------------------------- | ------------------------------------ |
| Karl von Fabert                    | 19. Juni 1874 bis 13. Januar 1879    |
| Reinhold Sallbach                  | 14. Januar 1879 bis 26. Oktober 1880 |
| Rudolf von Roerdansz               | 27. Oktober 1880 bis 7. Juni 1884    |
| Ernst Otto Johannes Kirsch         | 8. Juni 1884 bis 31. März 1887       |
| Alexander von Gentzkow             | 1. April 1895 bis 16. November 1896  |
| Albert von Welter                  | 17. November 1896 bis 17. März 1899  |
| Philipp Wilhelm Bauer              | 18. März 1899 bis 16. Mai 1902       |
| Georg Flügge                       | 17. Mai 1902 bis 9. April 1906       |
| Maximilian Behrens                 | 10. April 1906 bis 14. Mai 1907      |
| Walter Pelkmann                    | 15. Mai 1907 bis 21. März 1912       |
| Julius Jetter                      | 22. März 1912 bis 26. Januar 1914    |
| Philipp Stanislaus Friedrich Wolff | 27. Januar 1914 bis 29. Juli 1915    |
| Ludwig Theodor Girscher            | 30. Juli 1915 bis 17. Februar 1917   |
| Oberst Barchewitz                  | 18. Februar 1917 bis Kriegsende      |